# Trận Rạch Gầm – Xoài Mút
Trận Rạch Gầm – Xoài Mút (tiếng Thái: การรบที่ซากเกิ่ม-สว่ายมุต) là một trận chiến lớn trên sông diễn ra vào đêm 19 rạng sáng ngày 20 tháng 1 năm 1785 giữa liên quân Xiêm – Nguyễn và quân Tây Sơn tại khúc sông Rạch Gầm – Xoài Mút, khi đó thuộc dinh Trấn Định, xứ Đàng Trong; về sau đổi thành tỉnh Mỹ Tho, nay thuộc tỉnh Tiền Giang, Việt Nam. Chỉ trong nửa ngày, quân Tây Sơn do Nguyễn Huệ chỉ huy đã dùng chiến thuật phục kích để đánh tan lực lượng quân Xiêm đông gấp đôi, bảo vệ được chủ quyền của Đại Việt tại vùng Nam Bộ trước đội quân viễn chinh Xiêm La (nay là Thái Lan) do Nguyễn Ánh cầu viện.

## Nguyên nhân

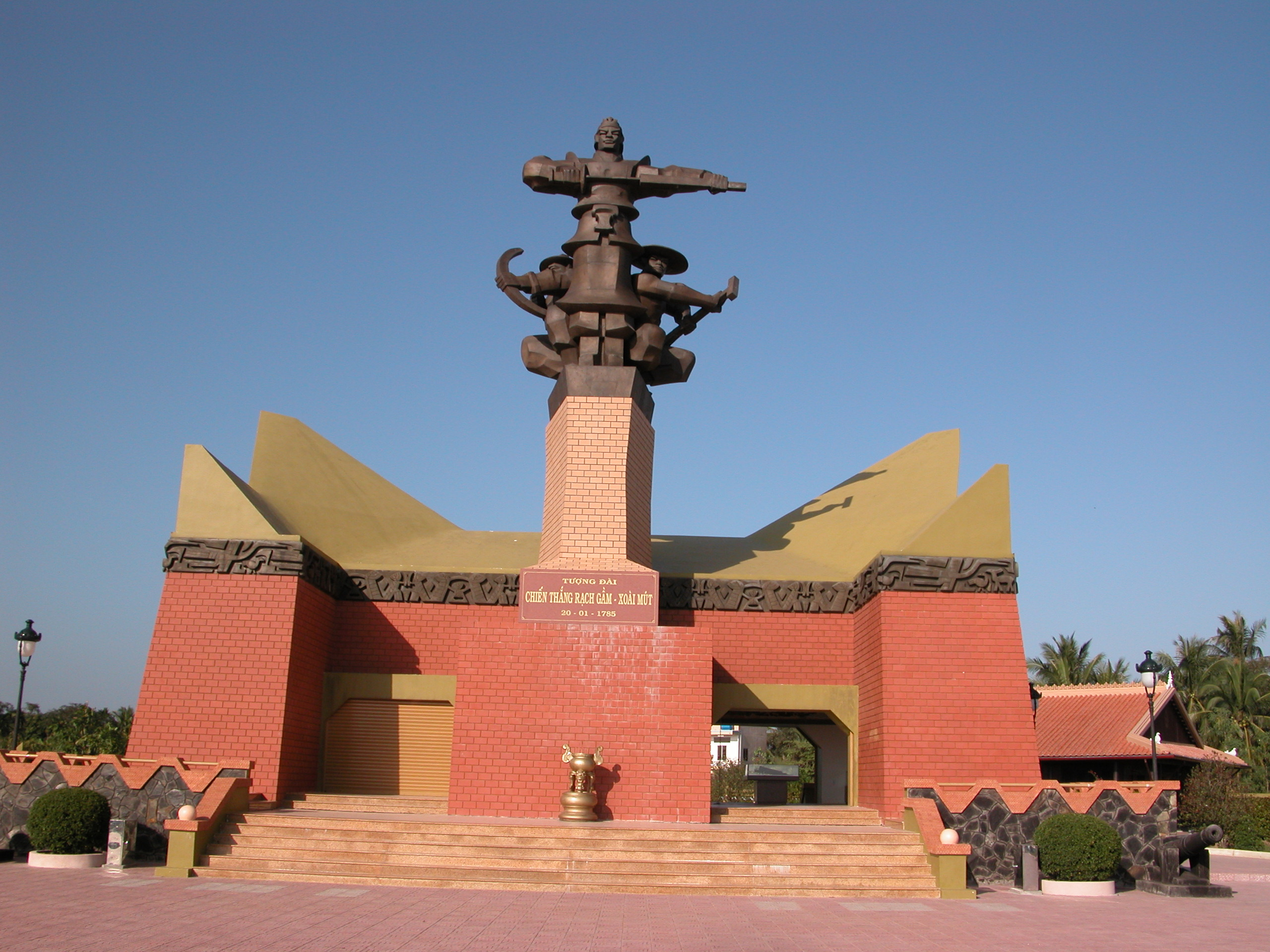
Tượng đài kỷ niệm chiến thắng Rạch Gầm-Xoài Mút tại Châu Thành, Tiền Giang

Năm 1771, ba anh em nhà Tây Sơn là Nguyễn Nhạc, Nguyễn Huệ và Nguyễn Lữ đứng dậy khởi nghĩa. Sau khi hai chúa Nguyễn (Nguyễn Phúc Thuần và Nguyễn Phúc Dương) bị giết năm 1777, chúa mới là Nguyễn Phúc Ánh, dù bị đánh thua nhiều lần, vẫn cố tập hợp lại lực lượng để khôi phục.
Tháng 2 năm Quý Mão (1783), vua Tây Sơn là Nguyễn Nhạc sai hai em là Nguyễn Huệ và Nguyễn Lữ mang quân vào Nam Bộ. Tướng Nguyễn là Châu Văn Tiếp dùng hỏa công chống ngăn nhưng không được. Thua trận, chúa Nguyễn Ánh phải chạy xuống Ba Giồng (Định Tường), còn Châu Văn Tiếp phải men theo đường núi qua Cao Miên rồi qua Xiêm cầu viện.
Trong giai đoạn này nước Xiêm La lúc bấy giờ đang lúc thịnh vượng và nuôi tham vọng chiếm lấy Cao Miên và Gia Định để mở rộng bờ cõi. Khi nghe Châu Văn Tiếp – một bề tôi thân tín của chúa Nguyễn – đến cầu cứu, vua Xiêm là Rama I liền đồng ý.
Được hứa hẹn, Châu Văn Tiếp gửi ngay mật thư báo tin cho chúa Nguyễn. Sau khi hội đàm với tướng Xiêm tại Cà Mau xong, vào tháng 3 năm Giáp Thìn (1784), chúa Nguyễn qua đến thành Vọng Các hội kiến với vua Xiêm. Được tiếp đãi và giúp đỡ, chúa Nguyễn tổ chức lại lực lượng.
Trong tập Kỷ yếu Hội nghị khoa học lịch sử nhân kỷ niệm 200 năm ngày chiến thắng Rạch Gầm – Xoài Mút tại Tiền Giang vào tháng 12 năm 1984, trong đó bài tham luận của nhà sử học Phan Huy Lê đánh giá, nhận xét như sau:
Triều Mạc thỏa thuận với nhà Minh và cắt đất cho giặc. Chúa Trịnh bất lực để cho nhà Minh rồi nhà Thanh lấn cướp nhiều dải đất biên cương. Nguyễn Ánh cầu cứu vua Xiêm và câu kết với chủ nghĩa tư bản phương Tây. Lê Chiêu Thống rước quân Thanh vào giày xéo đất nước.
Đây không còn là hành vi bán nước của từng phần tử phong kiến mà là sự phản bội dân tộc của các thế lực phong kiến nắm quyền thống trị. Giai cấp phong kiến đang trải qua một quá trình phân hóa sâu sắc, trong đó từng bộ phận phong kiến cầm quyền, có tính chất đại diện, đã phản bội lợi ích dân tộc và sẵn sàng câu kết với giặc. Kẻ thù của độc lập dân tộc tìm thấy một chỗ dựa, một lực lượng nội ứng ngay bên trong cơ cấu xã hội

## Lực lượng

### Liên quânXiêm–Nguyễn
Theo hầu hết các tài liệu sử Việt thì sau khi nhận lời giúp Nguyễn Ánh, tháng 4 năm 1784, vua Xiêm Rama I phái hai tướng Lục Côn và Sa Uyên cùng với Chiêu Thùy Biện (hay Bèn, Bẹn, Chao Phraya Abhaya Bhubet) là nhiếp chính vương Chân Lạp thân Xiêm, đem hai đạo bộ binh tiến sang Chân Lạp để từ đó, mở một mũi tiến công đánh phối hợp. Theo GS. Nguyễn Khắc Thuần thì đạo bộ binh này gồm khoảng 3 vạn quân bộ.
Ngày 25 tháng 7 cùng năm, vua Xiêm sai cháu là Chiêu Tăng làm chủ tướng và Chiêu Sương, làm tướng tiên phong, thống lĩnh 2 vạn quân thủy và 300 chiến thuyền, từ Vọng Các vượt vịnh Xiêm La, qua ngả Kiên Giang sang giúp.
Ngoài ra, chúa Nguyễn Ánh cũng tập hợp được một số quân khoảng 3, 4 ngàn người cho Chu Văn Tiếp chỉ huy với chức Bình Tây đại đô đốc và Mạc Tử Sanh (hay Sinh) làm tham tướng dẫn đường.
Theo nhà nghiên cứu Nguyễn Duy Chính, trích dẫn tài liệu lịch sử Xiêm La thì:
| “ | "... Vào tháng 5 [lịch Xiêm, khoảng tháng 3 DL] của năm Thìn [Giáp Thìn 1785] nhà vua sai cháu là Chaofa Kromluang Thepharirak chỉ huy một đội chiến thuyền và 5.000 quân, với lệnh là tấn công và tái chiếm – không được thất bại – lãnh thổ Saigon cho Ong Chiang Su [chúa Nguyễn]. Nhà vua cũng cho phép đích thân Ong Chiang Su đi theo với đoàn quân. Một toán quân đường bộ do Phraya Wichinarong chỉ huy được lệnh tiến theo đường Cam Bốt và điều động thêm một đoàn quân Cao Miên. Chaophraya Aphaiphubet tuyển thêm một lực lượng 5.000 quân Cam Bốt để đi cùng quân Thái. | ” |

Như vậy, lực lượng của quân Xiêm ít nhất cũng hơn một vạn người, bao gồm 5.000 đi theo đường thủy và trên dưới 1 vạn đi theo đường bộ. Lực lượng đó thường xuyên được tăng viện bởi quân Việt (cánh quân thủy) và quân Chân Lạp (cánh quân bộ). Cánh quân bộ do Phraya Wichinarong chỉ huy, được tăng viện bởi quân Chân Lạp gồm 5.000 quân của Chao Phraya Abhaya Bhubet (sử Việt chép là Chiêu Thùy Biện – một người Chân Lạp làm quan cho Xiêm) và 2 cánh quân của Phraya Rachasetthi và Phraya Thatsada không rõ quân số. Cánh quân thủy do Chaofa Kromluang Thepharirak chỉ huy, được tăng viện bởi quân của chúa Nguyễn đi từ Xiêm La về cộng với các cánh quân khác nằm sẵn trong nước. Ước tính lực lượng liên quân Xiêm – Nguyễn – Chân Lạp có quân số ít nhất là hơn 2 vạn. Con số này khá phù hợp với các tài liệu sử chính thức của triều Nguyễn.

### Quân Tây Sơn
Theo sách Mạc Thị gia phả của Vũ Thế Dinh (cai đội quân Nguyễn), thì riêng thủy quân của Nguyễn Huệ đã là 5 vạn. Tuy nhiên, nhóm tác giả sách Một số trận quyết chiến chiến lược thì cho rằng đó là con số thổi phồng để giảm bớt sự thất bại nhục nhã của quân Xiêm – Nguyễn. Xét lực lượng và tình hình quân Tây Sơn lúc đó (kể cả quân đồn trú của Trương Văn Đa) chỉ lên đến khoảng 2 vạn là cùng. Nhưng về trang bị vũ khí, nhất là súng đại bác, quân Tây Sơn không hề thua kém quân Xiêm.
Quân đội Tây Sơn, ngoài bộ binh còn có tượng binh, kỵ binh và một đội thủy binh mạnh với nhiều loại thuyền chiến lớn nhỏ khác nhau. Trang bị của quân Tây Sơn có nhiều đại bác các cỡ, đó là những đại bác của quân chúa Nguyễn bị quân Tây Sơn chiếm được trong các trận đánh, bao gồm đại bác do quân chúa Nguyễn chế tạo và những đại bác do chúa Nguyễn mua của các công ty phương Tây. Chỉ riêng trận đánh ra Quảng Nam giữa năm 1774, quân Tây Sơn đã chiếm được 45 voi chiến, 82 khẩu đại bác Hà Lan, Anh và 6 thuyền chở đầy đạn dược.

## Diễn biến

### Trước trận chính

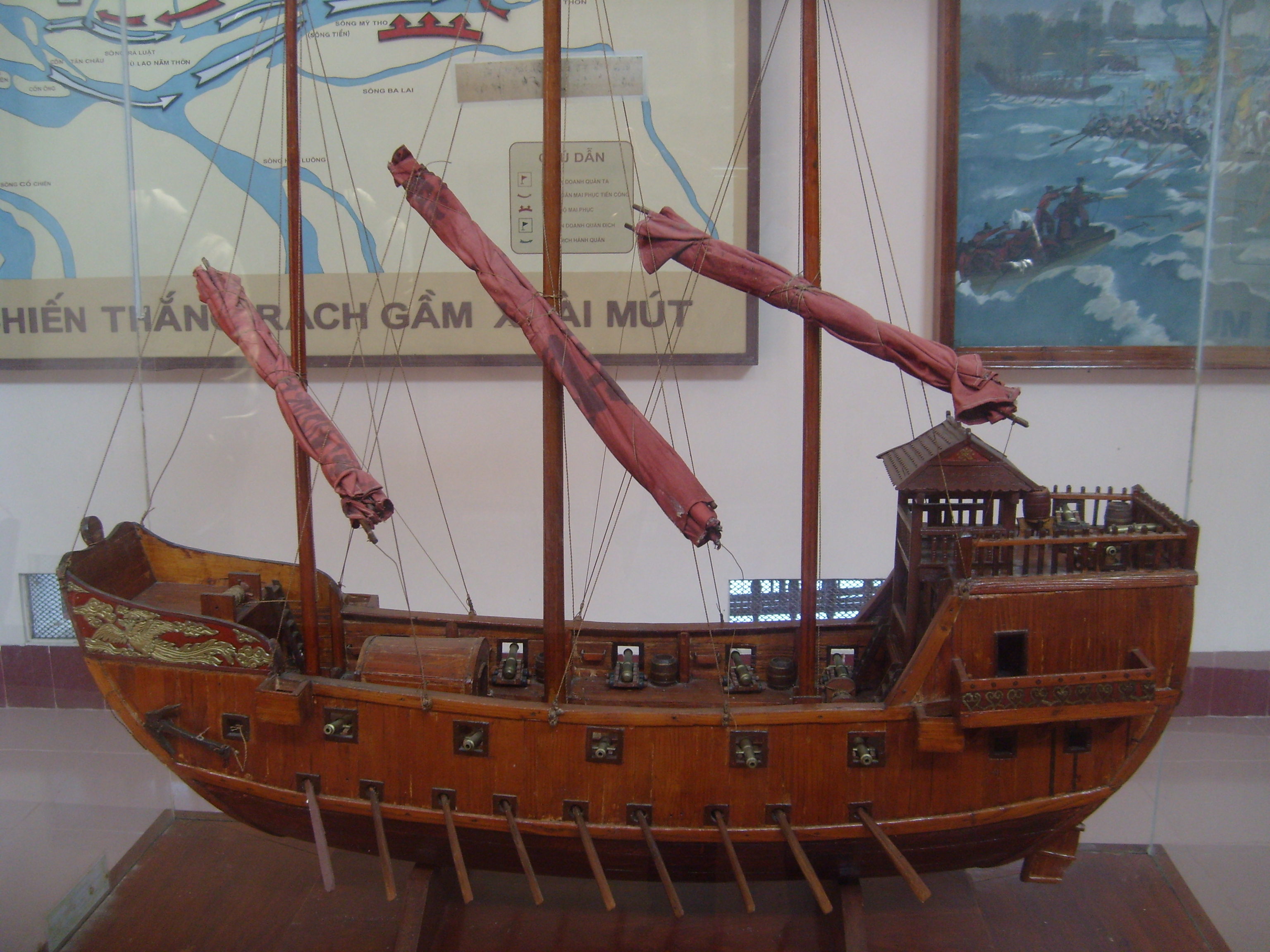
Thuyền Đại Hiệu, một loại thuyền chiến cỡ lớn có trang bị hỏa lực mạnh mà thủy quân Tây Sơn đã sử dụng trong trận đánh (mô hình)

Tháng 7 năm 1784, thủy quân Xiêm đổ bộ lên đánh lấy Rạch Giá (thuộc đạo Kiên Giang), tiến đánh quân Tây Sơn của Đô đốc Nguyễn Hóa ở Trấn Giang (Cần Thơ), tiến chiếm các miền Ba Thắc (Srok Pra-sak, Sóc Trăng), Trà Ôn, Sa Đéc, Mân Thít (hay Mang Thít, Man Thiết) rồi chia quân đóng giữ. Tướng Tây Sơn là Trương Văn Đa liền đem quân thủy từ Gia Định tiến xuống Long Hồ (Vĩnh Long) để ngăn cản.
Ngày 30 tháng 11 năm 1784, Đại đô đốc Chu Văn Tiếp, vì thông thạo địa hình dẫn quân đi trước. Ông cho quân vào sông Mân Thít, thì bị Tiền quân Chưởng cơ Tây Sơn tên là Bảo (Chưởng tiền Bảo) đưa quân ra vây đánh và giết chết.
Mất đại tướng, chúa Nguyễn Ánh liền cho quân đánh gấp vào cứu viện, chém chết Chưởng tiền Bảo cùng nhiều quân Tây Sơn. Xét thấy quân ít, không chống chọi được, phò mã nhà Tây Sơn là Trương Văn Đa cho quân lui về giữ Long Hồ. Quân Xiêm đi đến đâu cướp bóc đến đấy, Nguyễn Ánh dù bất bình nhưng không can thiệp được vì đã mất Chu Văn Tiếp, người liên lạc chính giữa hai bên Xiêm-Nguyễn.
Chu Văn Tiếp tử trận, Lê Văn Quân được cử lên thay, liền cho quân tiến đánh lũy Ba Lai (Bến Tre) và Trà Tân (Định Tường). Trong trận Ba Lai, Chưởng cơ quân Nguyễn là Đặng Văn Lượng bị tướng Tây Sơn là Nguyễn Văn Kim chém chết, tướng Quân cũng bị Lê Văn Kế chém trọng thương. Kể từ đó, bộ chỉ huy liên quân cho đóng quân dọc theo sông Tiền, từ cù lao Năm Thôn trở lên hướng Mỹ Tho và đặt đại bản doanh tại cù lao này.
| “ | Phraya Wichinarong đưa đạo quân Thái – Cam Bốt tấn công vào Piamchopsadaek [Sa Đéc]. Tại một địa điểm có tên là Phraek Phrayaman [Nha Mân], họ đụng độ và đánh với quân Tây Sơn vài trận. Quân Việt chống không nổi phải rút lui. Phraya Wichinarong liền tiến lên về phía Piambarai [Ba Lai] và tấn công vào những vị trí đóng quân tại huyện Ban Payung [Ba Giồng]. Cháu của vua là Chaofa Kromluang Thepharirak, cùng với các tướng lãnh cao cấp cùng Ong Chiang Su từ biệt nhà vua và đưa chiến thuyền đi ra thẳng tiến theo hướng biển đến Banteay Meas [Mang Khảm, tức Hà Tiên]. Quân tại Banteay Meas dưới quyền của Phraya Rachasetthi và Phraya Thatsada được điều động để tăng viện. Liên quân tiến vào sông Bassac [Ba Thắc, tức Sông Hậu] và dừng lại tại rạch Wamanao [có lẽ là Trà Tân]. | ” |

Cuối năm 1784, Trương Văn Đa sai Đô úy Đặng Văn Trấn về Quy Nhơn báo rõ tình hình nguy cấp ở phía Nam, vua Thái Đức (Nguyễn Nhạc) liền cử Nguyễn Huệ làm tổng chỉ huy đem đại binh vào chống ngăn. Khoảng đầu năm Giáp Thìn (tháng 1 năm 1785), thì binh thuyền Tây Sơn vào đến nơi và đóng ở Mỹ Tho. Sau đó, tướng Nguyễn Huệ cử một ít quân mở những cuộc tập kích nhỏ để thăm dò.
Biết quân Xiêm tham tàn, Nguyễn Huệ cho người đưa tiền của sang mua chuộc, bàn việc giảng hòa, cốt làm cho tướng Xiêm chủ quan và làm tăng thêm mối hoài nghi của chúa Nguyễn đối với quân Xiêm. Nguyễn Huệ nói rằng: "Quân Xiêm chỉ tham của, ta lấy lợi mà nhử thì thế nào cũng được việc". Nhờ kế mưu đó, mà Nguyễn Huệ có đủ thời gian để nghiên cứu địa hình và bố trí một trận quyết chiến.
Ngoài mối nghi ngờ trên, càng ở gần nhau thì mâu thuẫn giữa quân Nguyễn, quân Xiêm và nhân dân Đại Việt càng trở nên sâu sắc. Quân Xiêm cậy mình là kẻ cứu giúp Nguyễn Ánh nên đàn áp, cướp bóc nhân dân, khinh mạn cả chúa Nguyễn và quân Nguyễn. Sách "Hoàng Việt hưng long chí" chép: "Quân Xiêm tàn bạo, đi đến đâu đều cướp bóc, bắt bớ; nên dân chúng ta thán oán ghét". Theo Mạc Thị gia phả, tướng Xiêm là Chiêu Tăng, Chiêu Sương khi đánh Ba Lai đã "giết hại nhân dân và cướp bóc vàng bạc, của cải không biết bao nhiêu mà kể". Vua Xiêm về sau này cũng phải thừa nhận: "Hai tên súc sinh Chiêu Tăng và Chiêu Sương làm việc kiêu căng, hung hãn, vào sâu đất giặc, không tuân lệnh quốc vương (chỉ Nguyễn Ánh), tàn hại nhân dân nước ấy...". Theo lời vua Xiêm thì tướng Xiêm đã dùng chiến thuyền chở về nước rất nhiều con gái, vàng bạc, của cải cướp được ở nước Việt.
Trong thư đề ngày 25 tháng 1 năm 1785, chúa Nguyễn Ánh phải than phiền với giáo sĩ J. Liot rằng:
| “ | Nay thì Xiêm binh tự do cướp giật, cưỡng hiếp phụ nữ, cướp bóc tài sản, giết bừa không tha già trẻ. Vậy nên, "giặc" Tây Sơn ngày một mạnh, thế quân Xiêm ngày một suy. | ” |

Đại Nam thực lục thì chép:
| “ | Vua thấy quân Xiêm tàn bạo, đến đâu là cướp bóc đấy, nhân dân ta oán rất nhiều, bảo các tướng rằng: "Muốn được nước phải được lòng dân. Nay Chu Văn Tiếp đã mất, quân Xiêm không ai chế ngự được. Nếu được Gia Định mà mất lòng dân thì ta cũng không nỡ làm. Thà hãy lui quân để đừng làm khổ nhân dân". | ” |

Lực lượng của Nguyễn Ánh không có bao nhiêu, tất cả đều phải dựa vào quân Xiêm. Do những hành động tàn bạo của quân Xiêm khiến nhân dân phẫn nộ, Nguyễn Ánh mất dần tin tưởng vào quân Xiêm. Cuối năm 1784, khi quân Xiêm còn đang đánh Nam Bộ thì Nguyễn Ánh đã bắt đầu mở đường cho sự can thiệp của tư bản Pháp. Tháng 11 năm 1784, Nguyễn Ánh nhờ giám mục Bá Đa Lộc – sang cầu viện nước Pháp. Bá Đa Lộc đã đem Hoàng tử Cảnh làm "con tin" để đi sang Pháp cầu viện.

### Trận chính

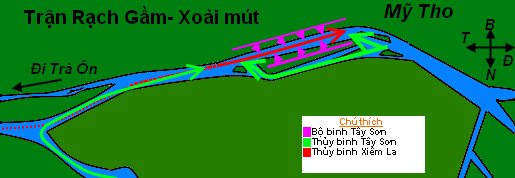
Lược đồ trận Rạch Gầm – Xoài Mút

So sánh lực lượng, biết không thể nào đánh thẳng vào Sa Đéc hay Trà Tân được, Nguyễn Huệ liền đi xem xét địa hình, thăm dò lòng dân ở đây và tìm hiểu điểm mạnh, yếu của đối phương. Cuối cùng, ông quyết định chọn khúc sông Mỹ Tho từ Rạch Gầm đến Xoài Mút, cách Mỹ Tho khoảng 12 km, làm trận địa quyết chiến.
Đoạn sông này được Nguyễn Huệ dựa trên nhiều tính toán. Nó dài khoảng 7 km, lòng sông rộng, đủ để dồn hàng trăm chiến thuyền quân Xiêm. Đồng thời, với sự kết hợp tự nhiên giữa hai con sông nhỏ Rạch Gầm, Xoài Mút, sông Trước, sông Sau với địa thế hai bên bờ sông Mỹ Tho và cù lao Thới Sơn, rất thuận lợi trong hoạt động tác chiến mai phục. Nguyễn Huệ triệt để lợi dụng địa hình, tạo lập thế trận mai phục hiểm hóc. Theo đó, thủy quân và thuyền chiến Tây Sơn được giấu kín trên hai sông Rạch Gầm, Xoài Mút và sông Sau; pháo binh và bộ binh được bố trí bí mật ở hai bên bờ sông Mỹ Tho và trên cù lao Thới Sơn. Khi quân Xiêm – Nguyễn lọt vào sông Trước, thủy binh Tây Sơn từ hai con sông nhỏ Rạch Gầm và Xoài Mút sẽ tiến ra đánh "chặn đầu, khóa đuôi", dồn thuyền địch vào khu vực lựa chọn. Hàng trăm thuyền chiến bị dồn vào 1 khúc sông thì không thể cơ động né tránh, sẽ trở thành mục tiêu dễ dàng cho lực lượng pháo binh Tây Sơn mai phục sẵn trên bờ. Ở trên bờ, bộ binh Tây Sơn sẽ phối hợp đánh "thốc" vào bên sườn đội hình địch, chia cắt ra nhiều mảng để tiêu diệt.
Sau khi bí mật cho quân và tàu chiến ẩn náu ở các nơi hiểm yếu, Nguyễn Huệ lệnh cho quân đến khiêu khích. Lập tức, Chiêu Tăng giao Sạ Uyển ở lại giữ đại bản doanh, cử Lục Cổn dẫn bộ binh men theo tả ngạn sông Tiền để cùng phối hợp; còn ông cùng với tướng tiên phong là Chiêu Sương, dẫn hàng trăm thuyền chiến tiến xuống Mỹ Tho, nơi đặt đại bản doanh của Tây Sơn.
Đêm ngày 18 tháng 1 năm 1785 (ngày 8 tháng Chạp năm Giáp Thìn), lợi dụng con nước đang xuôi, cả hai đạo thủy bộ quân Xiêm cùng rầm rộ tấn công.
Đến khoảng đầu canh năm ngày 19 tháng 1 năm 1785, đoàn thuyền chiến của địch lọt vào trận địa mai phục của quân Tây Sơn ở Rạch Gầm – Xoài Mút, tức thì pháo lệnh tấn công của Tây Sơn nổ vang. Mở đầu trận đánh, hai đội thủy binh Tây Sơn từ Rạch Gầm – Xoài Mút bất ngờ lao ra, chặn đánh hai đầu, dồn quân địch vào vòng vây đã bố trí sẵn. Đồng thời, từ hai bờ sông Tiền (đoạn Rạch Gầm-Xoài Mút) và dọc bờ cù lao Thới Sơn, bãi Tôn, cồn Bà Kiểu, Rừng Dừa... các đại bác cùng pháo hỏa hổ của bộ binh Tây Sơn bắn ra dữ dội vào khúc giữa đoàn thuyền địch lúc bây giờ đang bị ùn lại.
Đồng loạt, đoàn thuyền Tây Sơn từ Rạch Gầm – Xoài Mút từ trong những nhánh rạch nhỏ chảy quanh các cồn bãi, nhanh chóng kéo ra chặn đánh đầu. Một đoàn thuyền Tây Sơn khác ẩn náu sau cù lao Thới Sơn, xông ra đánh mạnh vào hông (nhằm chia cắt đội hình) và đánh chặn đường lui, dồn đoàn thuyền của đối phương vào thế tiến thoái lưỡng nan. Cùng lúc ấy, quân Tây Sơn cho những thuyền nhẹ chở đầy những vật liệu dễ cháy đâm thẳng vào những chiến thuyền đang rối loạn làm cho số bị chìm, số bị cháy...
Quân Tây Sơn, thủy bộ phối hợp với nhau, khép chặt vòng vây, tiêu diệt quân địch hết mảng này đến mảng khác. Dưới sự chỉ huy và đốc chiến của Nguyễn Huệ, quân Tây Sơn lao vào cuộc chiến đấu quyết liệt. Một viên tướng quân Nguyễn về Long Hồ kể cho Mạc Tử Sinh biết: "Nguyễn Huệ đốc chiến ở phía sau, ra lệnh liều chết đánh, quân sĩ nào không quyết chiến thì chém ngay để làm răn. Vì thế các tướng sĩ đều liều, không nghĩ gì đến tính mệnh... tiến công rất là mãnh liệt".
Trời vừa rạng sáng thì chiến cuộc cũng vừa dứt. 300 chiến thuyền và 2 vạn thủy binh của Xiêm cùng một số quân của chúa Nguyễn, không đầy một ngày, đã bị quân Tây Sơn phá tan. Hai tướng Chiêu Tăng, Chiêu Sương chạy trốn về Sa Đéc, bị truy kích, lại hối hả cùng Sa Uyển dẫn vài nghìn tàn quân chạy bộ sang Chân Lạp rồi về Xiêm.
Riêng chúa Nguyễn Ánh thì đã sớm bỏ chạy khi thấy giao tranh nổ ra. Theo "Đại Nam chính biên liệt truyện", khi Nguyễn Ánh vừa thấy "thế giặc mãnh liệt, không thể chống nổi" (Mạc Thị gia phả) thì đã vội vã cùng đoàn tùy tùng rút chạy theo sông Trà Luật ra sông Tiền rồi tìm đường sang Trấn Giang (Cần Thơ). Theo Đại Nam thực lục: lúc này chỉ còn cỡ 10 người chạy cùng Nguyễn Ánh là Trần Phước Giai, Nguyễn Văn Bình, Lê Văn Duyệt,... Tại Long Hồ, Mạc Tử Sinh đưa 3 chiếc thuyền còn lại để đón chúa Nguyễn chạy sang Hà Tiên. Tàn quân dần dần nhóm họp lại, chạy theo Nguyễn Ánh có hơn 200 người và 5 chiếc thuyền chạy ra đảo Thổ Châu, Cổ Cốt rồi lại trốn sang Xiêm.
Còn quân của chúa Nguyễn thì tan tác mỗi người một ngả. Viên cai cơ chỉ huy quân thủy là Nguyễn Văn Oai bị chết tại trận. Những viên tướng khác như Nguyễn Văn Thành, Tôn Thất Huy, Tôn Thất Hội... mỗi người cũng chỉ còn dăm chục quân.
| “ | Tháng 12, giặc Tây Sơn Nguyễn Văn Nhạc nghe tin cáo cấp, tức thì sai Nguyễn Văn Huệ đem binh thuyền vào cứu Sài Gòn. Huệ đến, đánh vài trận không được, muốn đem quân về. Có tên phản thần là Lê Xuân Giác bày kế cho Huệ đem hết quân mạnh mai phục ở Rạch Gầm và ở sông Xoài Mút (thuộc tỉnh Định Tường), rồi dụ quân Xiêm lại đánh. Tướng Xiêm là Chiêu Tăng và Chiêu Sương không hiểu địa thế khó dễ ra sao, cậy mình thắng luôn, bèn dẫn quân tiến thẳng đến Mỹ Tho, cuối cùng bị phục binh của giặc thủy bộ hai mặt ập đánh. Chiêu Tăng và Chiêu Sương thua to bỏ chạy, chỉ còn vài nghìn lính theo đường núi Chân Lạp mà chạy về. Lê Văn Quân và các quân cũng đều vỡ chạy. Cai cơ quản Nội thủy Trung thủy là Nguyễn Văn Oai chết trận (truy tặng Chưởng cơ). | ” |

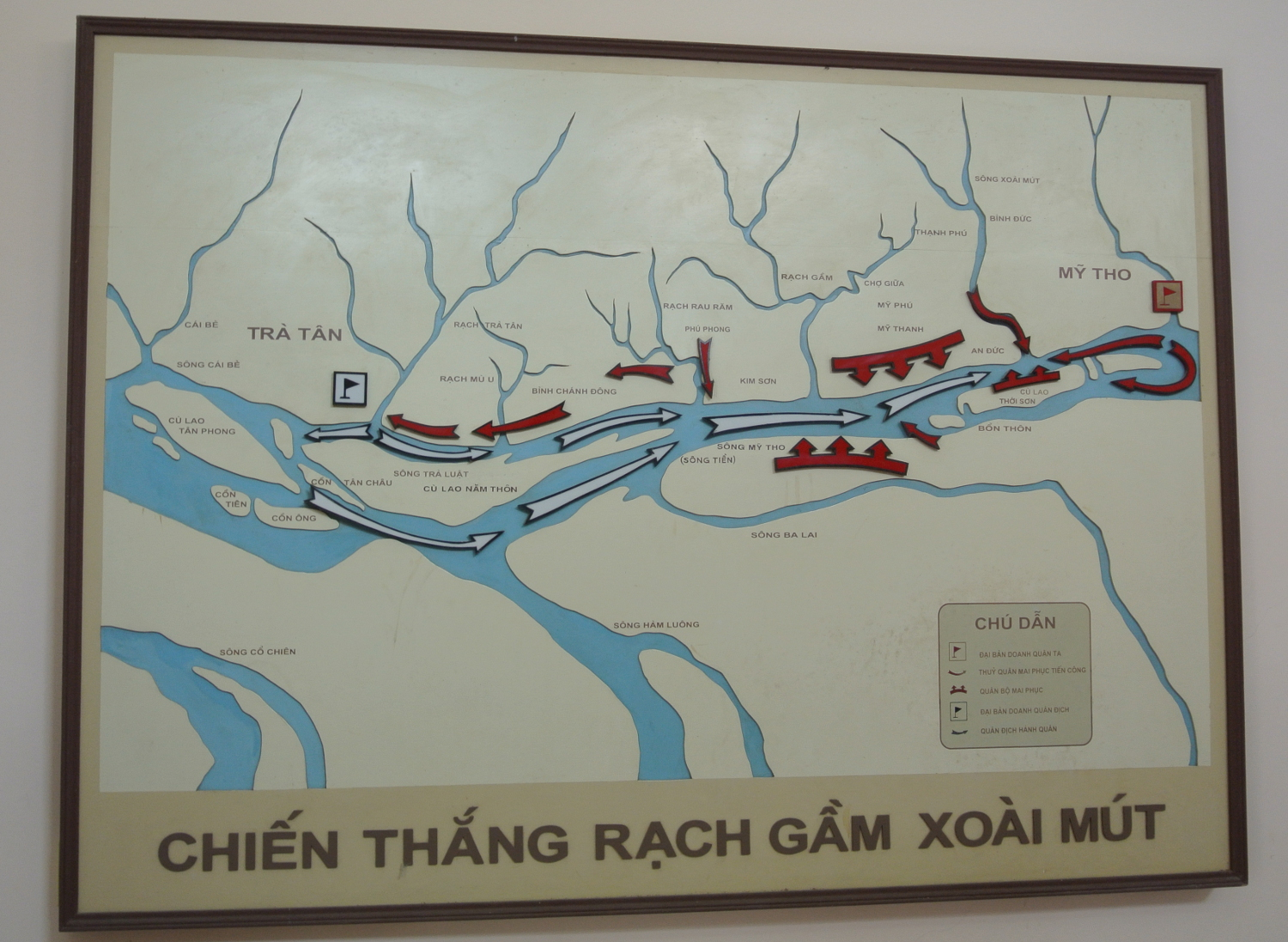
Khu vực xảy ra trận Rạch Gầm – Xoài Mút

### Sau trận
Chiêu Tăng, Chiêu Sương cùng với một số tàn quân trốn được lên bờ bắc sông Mỹ Tho, phải liều chết đánh phá để mở đường chạy lên Quang Hóa rồi qua đất Chân Lạp về Xiêm. Số tàn quân sống sót chạy theo Chiêu Tăng, Chiêu Sương có khoảng vài nghìn người. Ngày 4 tháng 2 năm 1785, vua Xiêm nhận được tin bại trận, vội phái Phi-Nhã Xuân đem 10 chiếc thuyền đi cứu tàn quân chạy trốn bằng đường biển. Khi gặp mặt, tàn quân trả lời Phi-Nhã Xuân: "Chiêu Tăng đại bại, đã theo đường bộ Cao Miên chạy trốn để thoát nạn. Chúng tôi bị thua ở phía sau không biết đường bộ thập tử thất sinh thế nào, may cướp được một số thuyền của dân, chạy trốn về đây"
Trong lần chạy tháo thân này, Nguyễn Ánh và đoàn tùy tùng lại lâm vào cảnh rất khổ sở, có lúc cạn cả lương ăn, tướng Nguyễn Văn Thành phải đi ăn cướp, bị người dân đánh trọng thương, suýt chết. Nguyễn Ánh cũng phải ăn cơm ngô và có lúc mệt mỏi, kiệt sức quá phải nhờ người tùy tùng cõng chạy. Số quân bản bộ của Nguyễn Ánh có khoảng 4 nghìn thì chỉ còn hơn 800 người chạy thoát sang Xiêm, trong đó có 200 chạy trốn theo Nguyễn Ánh và 600 chạy theo Lê Văn Quân. Ngày 25 tháng 1 năm 1785, Nguyễn Ánh sai Mạc Tử Sanh và Chánh cơ Trung sang Xiêm báo tin thất trận.
Đến khi các tùy tướng dẫn tàn quân tìm đến, cả đoàn mới kéo nhau ra sống ở đảo Thổ Chu. Trong bức thư gửi cho giáo sĩ Li-ô sáu ngày sau trận Rạch Gầm – Xoài Mút, Nguyễn Ánh kể "Chúng tôi vừa bị thua trận, tất cả quân lính đều bị tan vỡ"
Tháng 3 năm Ất Tỵ (1785), quân Tây Sơn đến truy đuổi, chúa Nguyễn cùng với khoảng 200 quân tướng và 5 chiếc thuyền lại phải chạy sang đảo Cổ Cốt, rồi sang Xiêm.
Sử nhà Nguyễn là Quốc triều chính biên toát yếu chép: 
Tướng Xiêm là Chiêu Tăng, Chiêu Sương không biết địa lý, lại quen thắng trận luôn, liền kéo quân thẳng xuống Mỹ Tho, gặp quân phục binh chặn đánh, quân Xiêm thua, theo đường núi Chân Lạp chạy về...Tháng 4 năm Ất Tỵ (1785), ngài (Nguyễn Ánh) đến thành Vọng Các, vua Xiêm hỏi sự trạng bị thua. Ngài nói hết chuyện Tăng, Sương tàn bạo, dân ta thán, nên thua. Xiêm vương giận lắm, muốn chém Tăng, Sương, ngài lại hòa giải...Xiêm vương mới nguôi giận.
Chính sử của nhà Nguyễn, dù được viết với quan điểm ủng hộ Nguyễn Ánh, phê phán Nguyễn Huệ cũng phải thừa nhận:
| “ | "...quân Xiêm (từ sau khi thua trận Rạch Gầm – Xoài Mút) tuy ngoài miệng thì nói khoác nhưng trong bụng thì sợ Nguyễn Huệ như sợ cọp." | ” |

Vua Xiêm Chakri I gọi Chiêu Tăng, Chiêu Sương là "ngu hèn, kiêu căng, hung hãn đến nỗi bại trận làm bại binh, nhục quốc".
Sau đó, Nguyễn Phúc Ánh xin vua Xiêm cho ra ở Đồng Khoai, ngoại thành Vọng Các. Ở đây, đoàn chúa Nguyễn lo khẩn hoang, làm ruộng, đốn củi...để nuôi nhau. Còn Nguyễn Huệ, sau khi đánh dẹp xong, liền đem đại quân về Quy Nhơn, cử Đô đốc Đặng Văn Trấn ở lại giữ Gia Định.

## Nhận xét
Trích nhận xét:

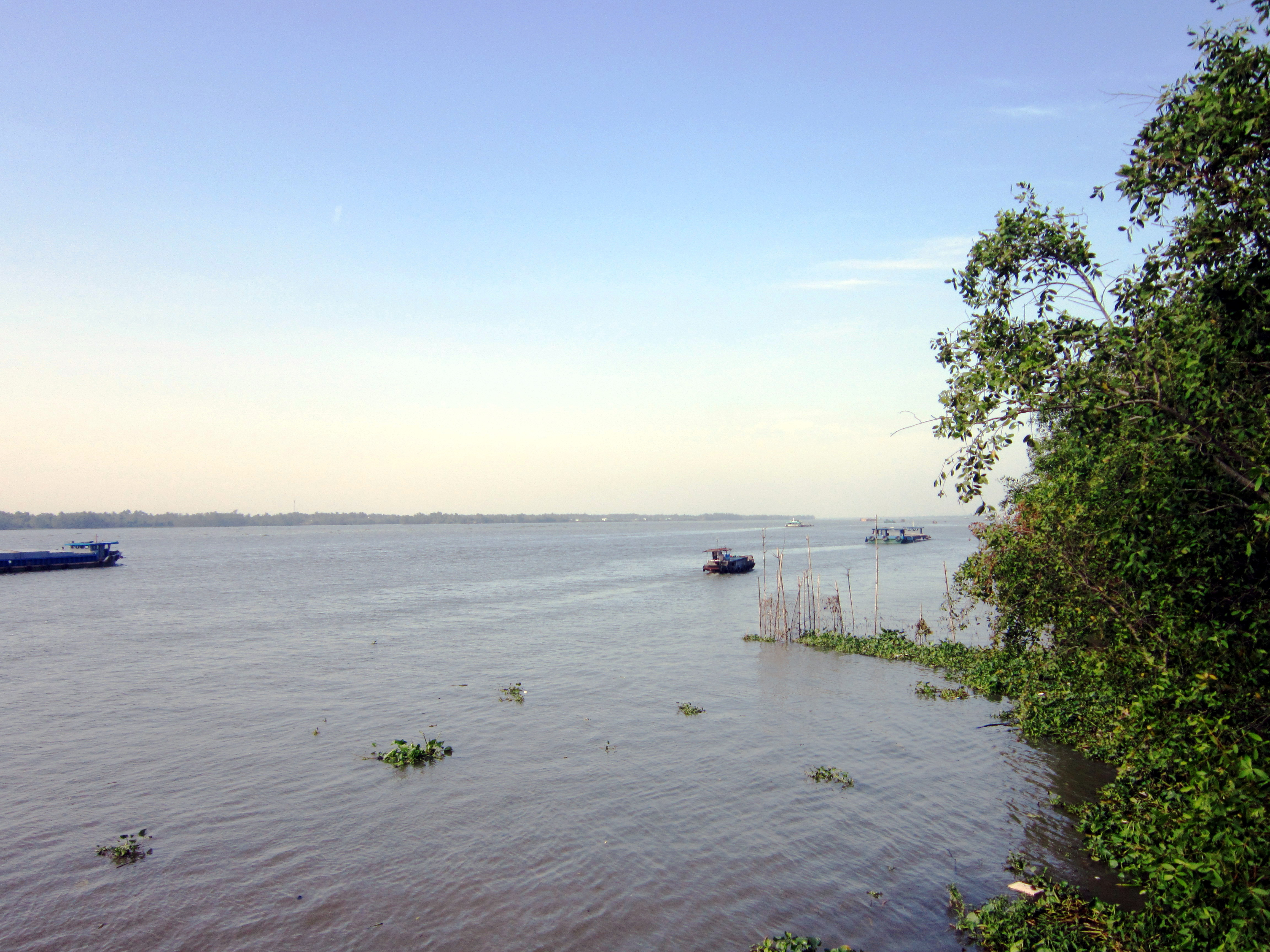
Sông Tiền, đoạn Rạch Gầm – Xoài Mút

- Trải qua 14 năm, kể từ ngày khởi sự cho tới năm 1785, nghĩa quân Tây Sơn đã giành được nhiều chiến thắng lớn, nhưng chưa có chiến thắng nào nhanh gọn, lớn lao và rực rỡ bằng chiến thắng Rạch Gầm-Xoài Mút. Chỉ trong thời gian một ngày, quân đội Tây sơn đã tiêu diệt gọn nhiều vạn quân Xiêm-Nguyễn, đặt toàn bộ lãnh thổ Đàng Trong dưới quyền kiểm soát của mình. Trong trận quyết chiến này, Nguyễn Huệ đã lợi dụng địa hình, vận dụng chiến thuật một cách khôn khéo. Đặc biệt, ông đã khéo léo kết hợp quân thủy và quân bộ để cùng tấn công, đánh đối phương trên cả bốn mặt, nhưng chủ lực là đánh thật mạnh vào sườn địch. Xét toàn cục, cuộc tiến công trên có ý nghĩa chính trị, quân sự rất to lớn; nó có tác dụng quyết định đối với cuộc diện ở miền Nam.[39]
- Không thể tấn công đối phương ở Trà Tân, vì đây là một bản doanh tập trung đông quân và được phòng bị chặt chẽ, trong khi quân của Tây Sơn ít hơn hẳn về số lượng. Hơn nữa trong tình hình cả nước lúc bấy giờ, đòi hỏi Nguyễn Huệ phải đánh nhanh giải quyết nhanh. Bởi kẻ thù nguy hiểm của Tây Sơn không phải chỉ có liên quân Xiêm-Nguyễn ở Gia Định mà còn có quân chúa Trịnh ở Thuận Hóa. Tiến công vào Trà Tân, cuộc chiến đấu chắc chắn sẽ ác liệt và kéo dài. Như vậy, quân chủ lực tinh nhuệ của Tây Sơn bị giam chân ở phía Nam. Rất có thể, khi ấy quân Trịnh chớp lấy thời cơ đánh vào Quy Nhơn. Phải đồng thời đối phó với hai kẻ thù ở hai phía, quân Tây Sơn chắc chắn sẽ bị phân tán lực lượng. Đó là những lý do vì sao Nguyễn Huệ không mở cuộc tiến công vào đó, mà chủ trương nhử địch ra khỏi căn cứ, kéo họ đến một địa hình có lợi cho quân mình, để tiêu diệt gọn bằng một trận thủy chiến.
- Đại tá Nguyễn Thế Vỹ, Học viện Chính trị nhận xét: "Thắng lợi của trận Rạch Gầm – Xoài Mút cho chúng ta thấy tài thao lược của thiên tài quân sự Nguyễn Huệ, từ việc chọn hình thức tiến công địch đang vận động, lựa chọn khu vực tác chiến, đến vận dụng thủ đoạn kéo địch ra xa căn cứ để tiêu diệt – thể hiện nét đặc sắc của nghệ thuật quân sự Việt Nam."[40]
- Trong tập Kỷ yếu Hội nghị khoa học lịch sử nhân kỷ niệm 200 năm ngày chiến thắng Rạch Gầm – Xoài Mút tại Tiền Giang vào tháng 12-1984, trong đó bài tham luận của nhà sử học Phan Huy Lê đánh giá, nhận xét như sau[41]: "Cuộc kháng chiến chống quân xâm lược Xiêm được bọn phong kiến phản bội Nguyễn Ánh tiếp tay, là cuộc đấu tranh bảo vệ độc lập dân tộc... Quân xâm lược lại được Nguyễn Ánh dẫn đường và được các thế lực phong kiến phản động bên trong, nhất là tầng lớp đại địa chủ ở Gia Định ủng hộ. Thế mà với chiến thắng Rạch Gầm – Xoài Mút, quân Tây Sơn đã nghiền nát quân cướp nước và bán nước bằng một trận tiêu diệt sấm sét... Đó là một chiến công lớn, oanh liệt đầu tiên của nhân dân miền Nam, bất chấp những khó khăn, phức tạp của hoàn cảnh lịch sử và sự phản bội của bè lũ phong kiến trong nước"

## Ảnh

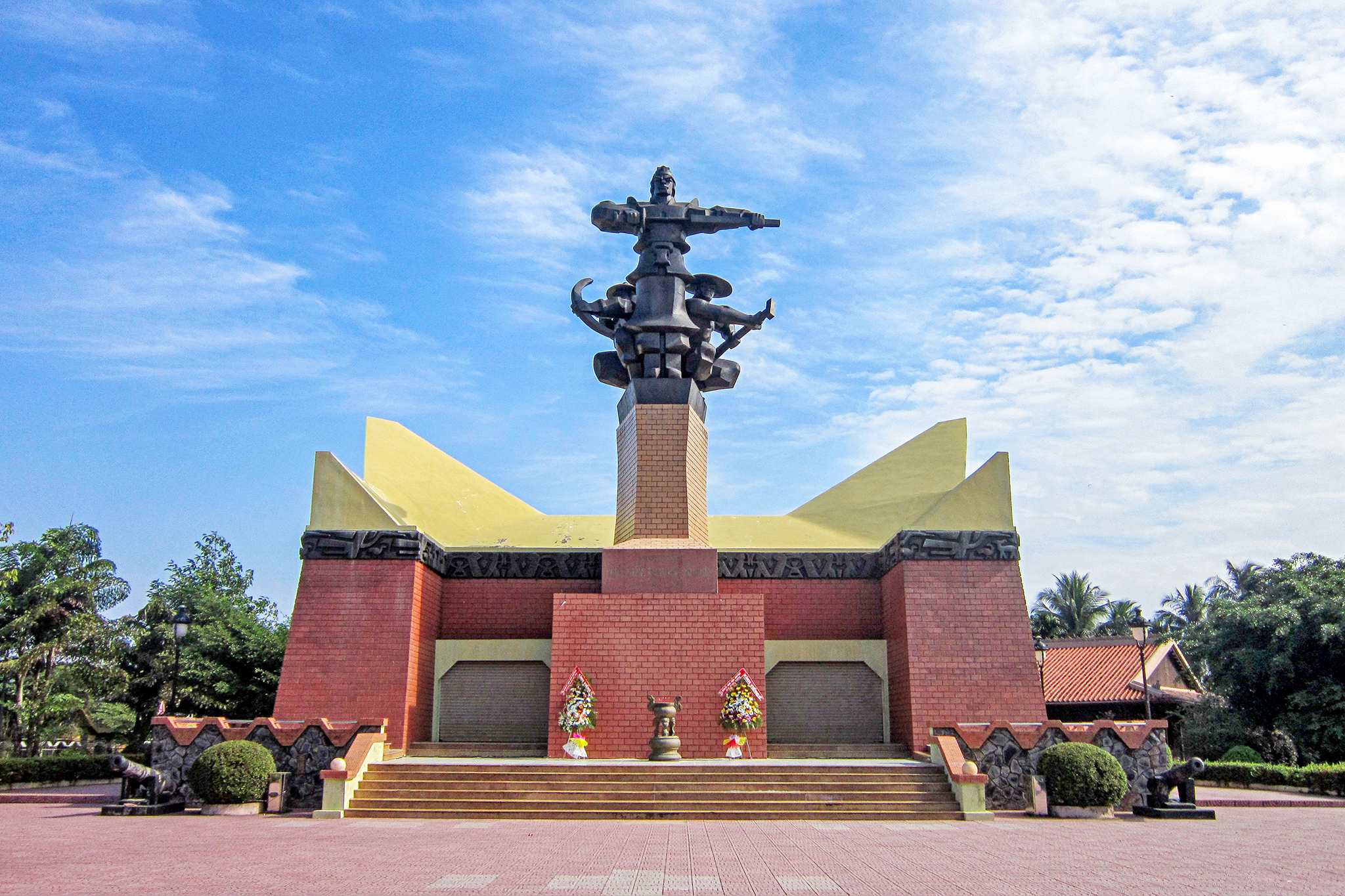
Tượng đài kỷ niệm chiến thắng Rạch Gầm – Xoài Mút
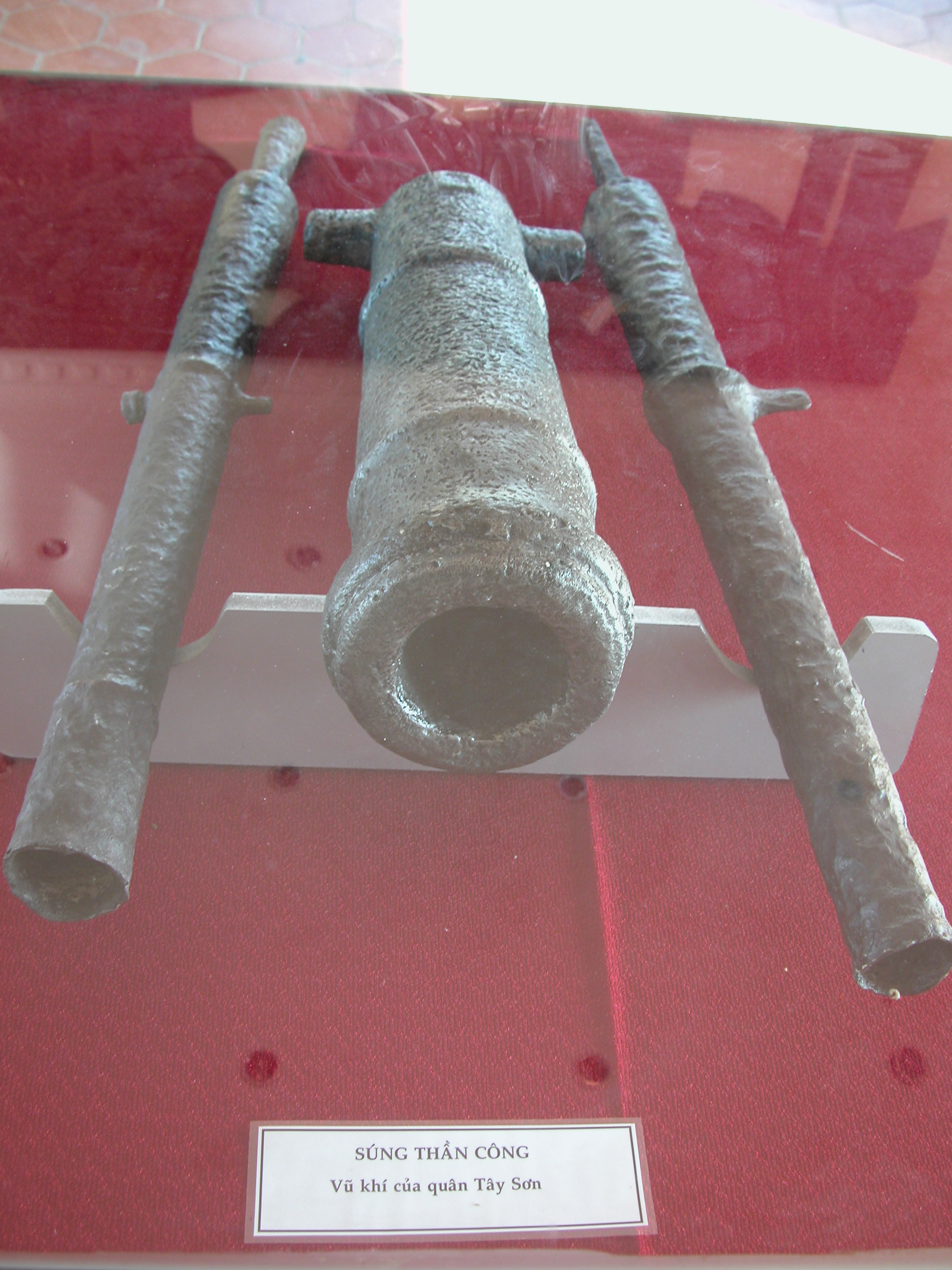
Súng thần công của quân Tây Sơn
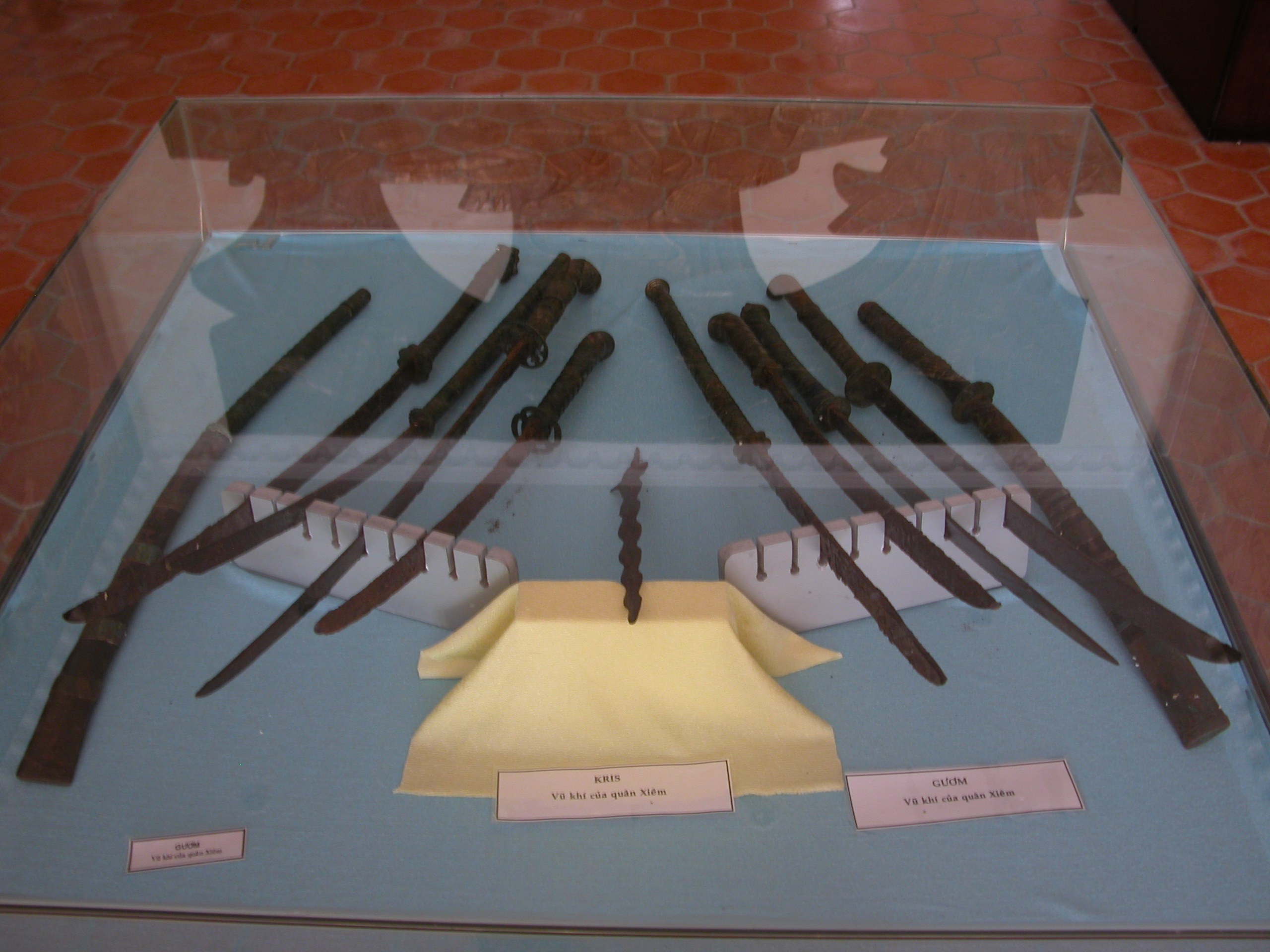
Vũ khí của quân Xiêm La
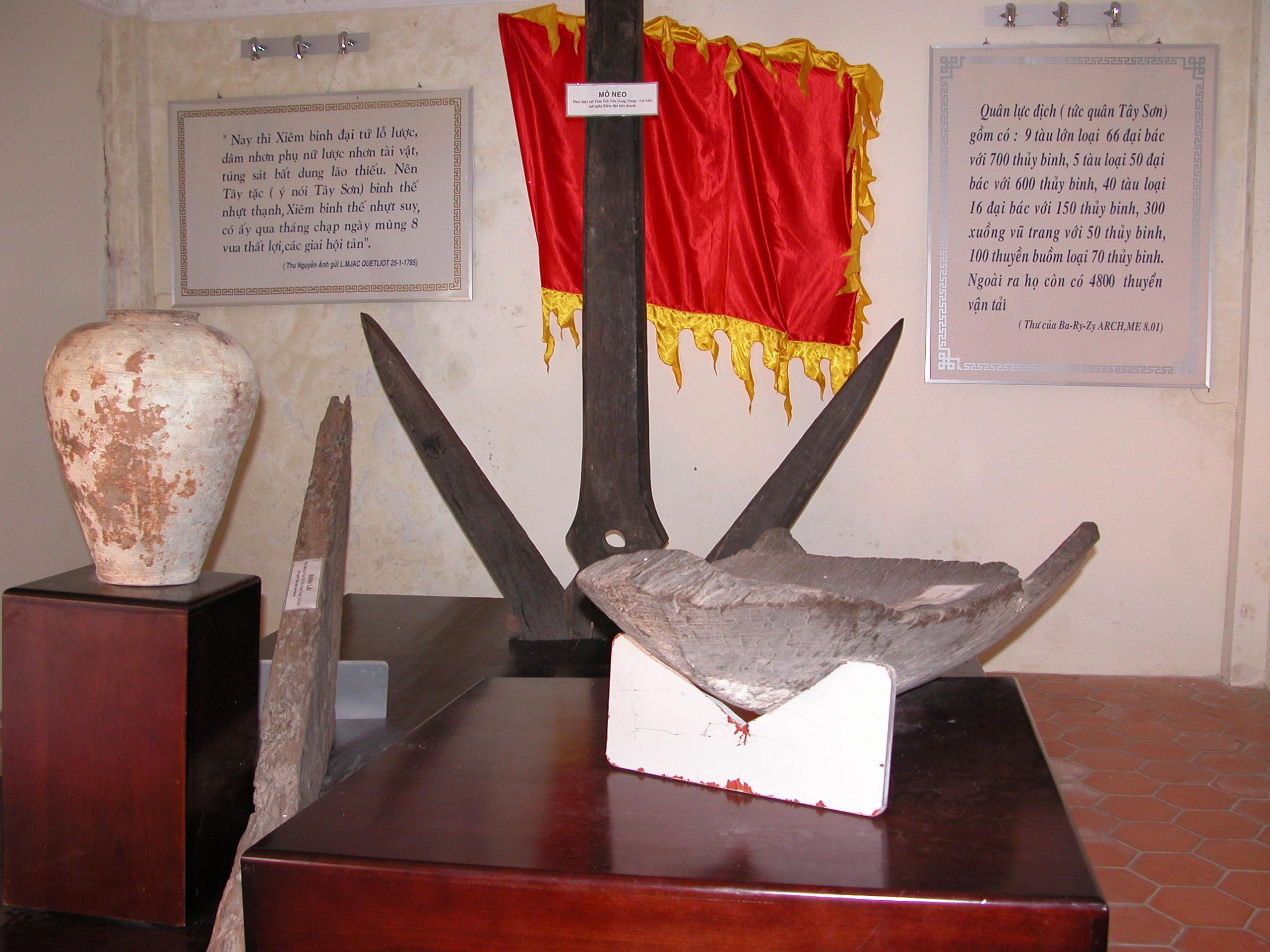
Di vật và đánh giá đương thời sau trận chiến

## Sách tham khảo
- Quốc sử quán triều Nguyễn, Quốc triều chính biên toát yếu. Nhà xuất bản Văn Học, 2002.
- Ngô Giáp Đậu, Hoàng Việt hưng long chí. Nhà xuất bản Văn Học, 1993.
- Trần Trọng Kim, Việt Nam sử lược, Nhà xuất bản Tân Việt, Sài Gòn, 1968.
- Phạm Văn Sơn, Việt sử tân biên (quyển 3), Sài Gòn, 1959.
- Tạ Chí Đại Trường,Việt Nam thời Tây Sơn, lịch sử nội chiến 1771-1802. Nhà xuất bản Công an nhân dân, 2007.
- Phan Huy Lê, Bùi Đăng Dũng, Phan Đại Doãn, Phạm Thị Tâm, Trần Bá Chí, Một số trận quyết chiến chiến lược trong lịch sử dân tộc ta (gọi tắt là Một số trận quyết chiến chiến lược). Nhà xuất bản Quân đội Nhân dân, 1998.
- Nguyễn Khắc Thuần, Danh tướng Việt Nam (tập 3). Nhà xuất bản Giáo dục, 2005.
- Nguyễn Lương Bích, Pham Ngọc Phụng,Tìm hiểu thiên tài quân sự của Nguyễn Huệ, Nhà xuất bản Quân đội nhân dân, 1976.
- Trương Hữu Quýnh, Phan Đại Doãn, Nguyễn Cảnh Minh, Đại cương Lịch sử Việt Nam (tập 1). Nhà xuất bản Giáo dục, 2007.
- Phạm Việt Trung-Nguyễn Xuân Kỳ-Đỗ Văn Nhung, Lịch sử Campuchia. Nhà xuất bản Đại học & THCN, 1982.
- Nguyễn Thế Long (2005). Bang giao Đại Việt: Triều Tây Sơn bang giao với các nước phía Nam, Tây, Tây Nam và hải đảo quan hệ với các nước phương Tây, Nhật. NXB Văn hóa-thông tin.
- Trần Hải Phụng, Lưu Phương Thanh (1994). Lịch sử Sài Gòn, Chợ Lớn, Gia Định kháng chiến, 1945-1975. NXB Thành phố Hồ Chí Minh.